# Microsorum rubidum
Microsorum rubidum là một loài thực vật có mạch trong họ Polypodiaceae. Loài này được (J. Sm.) Copel. miêu tả khoa học đầu tiên năm 1947.